# Cicurina minima
Cicurina minima là một loài nhện trong họ Dictynidae.
Loài này thuộc chi Cicurina. Cicurina minima được Ralph Vary Chamberlin & Wilton Ivie miêu tả năm 1940.